# HD 22262
HD 22262，又名CD-31 1450，SAO 194375、HR 1093，是一颗恒星，视星等为6.2，位于銀經229.23，銀緯-54.48，其B1900.0坐标为赤經3h 29m 54.4s，赤緯-31° -54.48′ 2″。